# Jasmonate

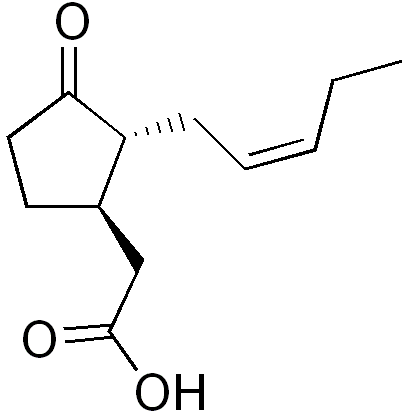
Acide jasmonique.

Jasmonate de méthyle.

Les jasmonates font partie du groupe des phytohormones. Leur rôle est de réguler la croissance et le développement de la plante. Ils sont impliqués dans la réponse aux stress biotiques (défense des plantes contre les herbivores) et abiotiques et le développement du pollen. Les jasmonates comprennent l'acide jasmonique et ses esters, comme le jasmonate de méthyle (MeJa). À l'image des hormones prostaglandines chez les animaux, les jasmonates sont des dérivés de cyclopentanones issus de la voie de biosynthèse des acides gras. Elles sont biosynthétisées à partir de l'acide linolénique via la voie des octadécanoïdes.

## Histoire
L'isolement du jasmonate de méthyle à partir de l'huile de jasmin dérivée de Jasminum grandiflorum a conduit à la découverte de la structure moléculaire des jasmonates en 1962, tandis que l'acide jasmonique lui-même a été isolé de Lasiodiplodia theobromae en 1971.

## Biosynthèse
Les jasmonates (JA) sont des oxylipines, c'est-à-dire des dérivés d'acide gras oxygéné. Ils sont biosynthétisés à partir de l'acide linolénique dans les membranes chloroplastiques. La synthèse est initiée par la conversion de l'acide linolénique en acide 12-oxo-phytodiénoïque (OPDA), qui subit ensuite une réduction et trois cycles d'oxydation pour former le (+) -7-iso-JA, l'acide jasmonique. Seule la conversion de l'acide linolénique en OPDA se produit dans le chloroplaste ; toutes les réactions ultérieures se produisent dans le peroxysome.
Les jasmonates (JA) peuvent également être métabolisé en dérivés actifs ou inactifs. Le méthyl JA (MeJA) est un composé volatil potentiellement impliqué dans la communication entre les plantes.

## Rôles
Le niveau de jasmonate (JA) d'une plante varie en fonction du tissu et du type cellulaire, du stade de développement et des réponses à divers stimuli environnementaux. Des taux élevés de jasmonate (JA) sont trouvés au niveau des fleurs et des tissus du péricarpe lors du développement des tissus reproducteurs, ainsi que dans les chloroplastes des plantes ensoleillées ; les taux de jasmonate (JA) augmentent aussi rapidement en réponse à des perturbations mécaniques, telles que l'enroulement des vrilles ou des blessures de la plante,.

### Réponse aux blessures
Bien que le jasmonate (JA) participe à la régulation de nombreux processus différents dans la plante, son rôle dans la réponse aux plaies est mieux compris. À la suite d'une blessure mécanique ou à un herbivorisme, la biosynthèse de JA est rapidement activée, conduisant à l'expression des gènes de réponse appropriés. Par exemple, chez la tomate, les blessures produisent des molécules de défense qui inhibent la digestion des feuilles dans les intestins des insectes. Un autre résultat indirect de la signalisation JA est l’émission volatile de composés dérivés de JA. Le MeJA sur les feuilles peut voyager dans l'air vers les plantes voisines et élever les niveaux de transcriptions liées à la réponse à la plaie. En général, cette émission peut réguler davantage à la hausse la biosynthèse de JA et la signalisation cellulaire, incitant ainsi les plantes voisines à renforcer leurs défenses en cas d'herbivorie.

### Sénescence
Les JA ont également été impliqués dans la mort cellulaire et la sénescence des feuilles. Les JA peuvent interagir avec de nombreuses kinases et facteurs de transcription associés à la sénescence. Les JA peuvent également induire la mort mitochondriale en induisant l’accumulation d’espèces réactives de l’oxygène. Ces composés perturbent les membranes des mitochondries et compromettent la cellule en provoquant l'apoptose, ou mort cellulaire programmée. Le rôle des JA dans ces processus suggère des méthodes par lesquelles la plante se défend contre les défis biotiques et limite la propagation des infections.

### Rôle dans la pathogenèse
Pseudomonas syringae provoque la maladie bactérienne des taches chez les tomates en détournant la voie de signalisation du jasmonate  de la plante. Cette bactérie utilise un système de sécrétion de type III pour injecter un cocktail de protéines effectrices virales dans les cellules hôte.
L'une des molécules incluses dans ce mélange est la phytotoxine coronatine (COR). Les plantes insensibles à JA sont très résistantes à P. syringae et ne répondent pas au COR ; de plus, l’application de MeJA était suffisante pour sauver la virulence des bactéries mutantes COR. Les plantes infectées ont également exprimé les gènes JA et de réponse aux plaies en aval, mais ont réprimé les niveaux de gènes liés à la pathogenèse. Toutes ces données suggèrent que COR agit via la voie JA pour envahir les plantes hôtes. On suppose que l’activation d’une réponse à la plaie se fait au détriment de la défense contre l’agent pathogène. En activant la voie JA de réponse à la plaie, P. syringae pourrait détourner les ressources du système immunitaire de son hôte et infecter plus efficacement.
Les plantes produisent des N-acylamides qui confèrent une résistance aux agents pathogènes nécrotrophes en activant la biosynthèse et la signalisation de JA. L'acide arachidonique, l'homologue du précurseur du JA α-LeA présent chez les espèces métazoaires mais pas chez les plantes, est perçu par les plantes et agit par une augmentation des taux de JA concomitamment à une résistance aux pathogènes nécrotrophes. L'acide arachidonique est une molécule de signalisation conservée au cours de l'évolution qui agit chez les plantes en réponse à un stress similaire à celui des systèmes animaux.

### Autres rôles
- les JA et MeJA inhibent la germination des graines non dormantes et stimulent la germination des graines dormantes[4] ;
- des taux élevés de JA favorisent l'accumulation des protéines de stockage ; les gènes codant des protéines végétales de stockage sont sous le contrôle des JA, et l'acide tubéronique (un dérivé des JA) pourrait jouer un rôle dans la formation des tubercules[11],[12] ;
- l'application de JA peut induire des chloroses et inhiber l'expression des gènes codant des protéines impliquées dans la photosynthèse, bien que la fonction de cette réponse reste inconnu, cette réponse aux JA pouvant réduire la capacité de la plante à assimiler le carbone sous certaines conditions d'excès de lumière ou de carbone[4] ;
- le rôle de l'accumulation des JA dans les fleurs et les fruits est inconnu ; cependant, cela pourrait être lié au mûrissement des fruits (via l'éthylène), à la composition en caroténoïdes du fruit et à l'expression des gènes codant des protéines de stockage des graines et des végétaux adultes[4].

## Crosstalk avec d’autres voies de défense
Bien que la voie du jasmonate soit essentielle à la réponse aux plaies, elle n’est pas la seule voie de signalisation assurant la défense des plantes. Pour construire une défense optimale mais efficace, les différentes voies de défense doivent être capables de dialoguer pour affiner et spécifier les réponses aux défis abiotiques et biotiques. Le crosstalk (en) biologique fait référence aux cas dans lesquels un ou plusieurs composants d’une voie de transduction du signal en affectent une autre.
L’un des exemples les mieux étudiés de crosstalk JA se produit avec l’acide salicylique. L’acide salicylique, une hormone, assure la défense contre les agents pathogènes en induisant à la fois l'expression de gènes liés à la pathogenèse et la résistance systémique acquise (SAR), dans laquelle la plante entière acquiert une résistance à un agent pathogène après une exposition localisée à celui-ci.
La réponse à la plaie et à l’agent pathogène semble interagir négativement. Par exemple, la désactivation de la phénylalanine ammoniaque lyase (PAL), une enzyme synthétisant les précurseurs de l’acide salicylique, réduit le SAR mais améliore la résistance des herbivores aux insectes. De même, la surexpression de PAL améliore le SAR mais réduit la réponse de la plaie après l’herbivorie des insectes. De manière générale, il a été constaté que les agents pathogènes vivant dans les cellules végétales vivantes sont plus sensibles aux défenses induites par l’acide salicylique, tandis que les insectes herbivores et les agents pathogènes bénéficiant de la mort cellulaire sont plus sensibles aux défenses induites par les JA. Ainsi, ce compromis dans les voies optimise la défense et économise les ressources de la plante.
Le crosstalk se produisent également entre l’JA et d’autres voies hormonales végétales, telles que celles de l’acide abscissique et de l’éthylène. Ces interactions optimisent la défense contre les agents pathogènes et les herbivores de différents modes de vie. Par exemple, l'activité MYC2 peut être stimulée par les voies JA et l’acide abscissique, lui permettant d'intégrer les signaux des deux voies. D'autres facteurs de transcription tels que ERF1 résultent de la signalisation JA et  l’éthylène. Toutes ces molécules peuvent agir en combinaison pour activer des gènes spécifiques de réponse à la plaie.
Enfin, le crosstalk n'est pas limitée à la défense : les interactions JA et l’éthylène sont également essentielles au développement, et un équilibre entre les deux composés est nécessaire au bon développement du crochet apical chez les semis d'Arabidopsis. Des recherches supplémentaires sont néanmoins nécessaires pour élucider les molécules régulant ces interférences.